# Zecherin (Usedom)

Zecherin um 1835 mit Fährstelle und Ziegelei (nach Preuß. Urmesstischblatt)

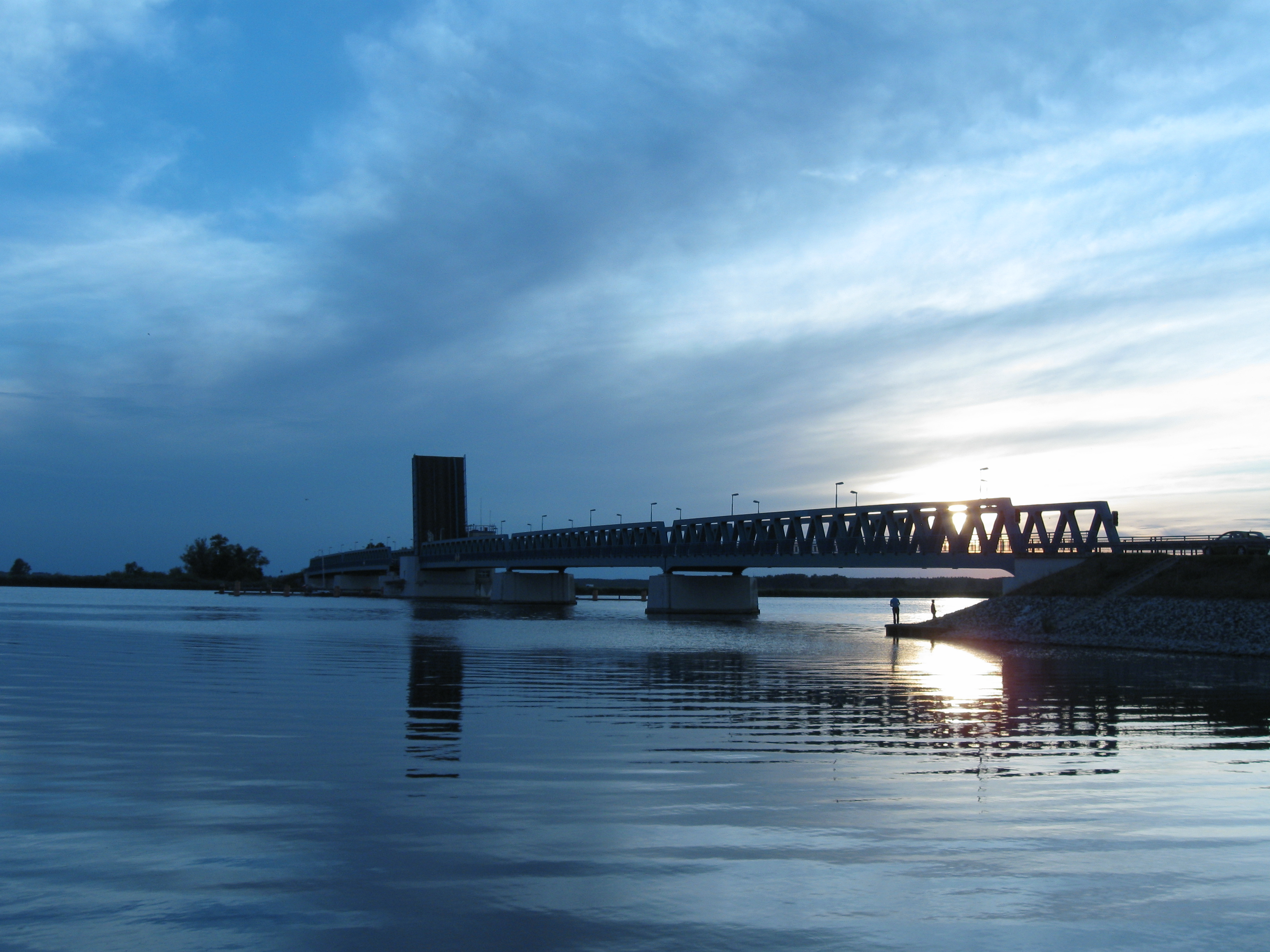
Zecheriner Klappbrücke

Zecherin ist ein Ortsteil der Stadt Usedom des Amtes Usedom-Süd im Landkreis Vorpommern-Greifswald in Mecklenburg-Vorpommern.

## Geografie
Der Ort liegt sechs Kilometer westsüdwestlich der Stadt Usedom und zehn Kilometer östlich von Anklam. Nachbarorte, die ebenfalls auf der Insel Usedom liegen, sind Voßberg und Gneventhin im Nordosten, Gellenthin im Osten sowie Wilhelmsfelde, Karnin und Kölpin im Südosten. Auf dem Festland sind es Kamp im Südsüdosten, Anklamer Fähre im Südwesten, Anklam im Westen, Johannishof im Nordwesten sowie Klotzow im Norden.
Die Gemarkung Zecherin mit dem Gemarkungsschlüssel 133507 umfasst den westlichsten Teil der Halbinsel Usedomer Winkel und bildet zugleich das westliche Ende der Stadt Usedom und das südwestliche Ende der Insel Usedom. Sie ist auf der Insel die von der Ostseeküste am weitesten entfernt liegende Gemarkung. Begrenzt wird sie im Norden und Westen durch den Peenestrom, im Südwesten und Süden durch den Strom, im Südosten durch die Gemarkung Kölpin sowie im Osten durch die Gemarkung Gneventhin.

## Geschichte
Der Ort wurde erstmals 1168 urkundlich erwähnt: In einer Besitzbestätigung von Bischof Konrad I. von Pommern für das Kloster Grobe taucht er als „villa Sikerina“ auf.
Zecherin war bereits 1835 ein recht großes Angerdorf mit einer exakt rechteckigen Form, das zu der Zeit durch eine Ziegelei und die Fährverbindungen vom Festland zur Insel Usedom bestimmend war. Durch den festlandseitigen Fahrdamm und den Straßenneubau bei Zecherin nach Usedom (Stadt) wuchs 1880 die Bedeutung der Fährverbindung beträchtlich und es wurde ein gesonderter Fährhof mit Gaststätte gebaut. Auch zwei Windmühlen und die zwei Ziegeleien führten zu einem weiteren Aufschwung.
1931 wurde dann die Brücke, jetzt als Zecheriner Brücke bekannt, gebaut, damit war der Fährverkehr Geschichte. Sie wurde 1945 gesprengt und der Fährverkehr musste bis zum Neubau 1955 wieder aufgenommen werden. 1999 bis 2000 wurde die Brücke weitgehend saniert mit Teilen der ehemaligen Wolgaster Peenebrücke.
Am 1. Juli 1950 wurde Zecherin nach Karnin eingemeindet.
Zu DDR-Zeiten hatte sich sonst am Dorf wenig geändert, verschwunden waren die Windmühlen und die Ziegeleien.